# أل بيدل
أل بيدل (بالإنجليزية: Al Beadle)‏ هو مهندس معماري أمريكي، ولد في 1927 في سانت بول في الولايات المتحدة، وتوفي في 1998.